# Ліцей «Наукова зміна»
Ліцей «Наукова зміна» — спеціалізований навчальний заклад у Дарницькому районі міста Києва, який здійснює загальноосвітню та допрофесійну підготовку учнів за 5 профілями:
- інформатико-математичним
- економічним
- філологічним (іноземної філологіï)
- природничим
- технологічним

Набір абітурієнтів до ліцею проводиться на конкурсній основі. Навчання розраховане на 7 років (5-11-й класи ЗОШ). Проводиться набір у «безпрофільні» класи (5 клас ЗОШ), після закінчення якого найкращі учні поза конкурсом зараховуються до профільних класів. У 2017—2018 н.р. почалося навчання за природничим профілем.
2018—2019 н.р. почалося навчання за технологічним профілем.

## Про ліцей
Ліцей був заснованний у 1992 р. Навчання здійснюється українською мовою, також в ліцей викладаються англійська та німецька мова. До 5 класу ліцею зараховують учнів, які успішно склали вступні іспити. Подальше навчання проводиться за профілями: інформатико-математичним, економічним, філологічним(іноземної філології), природничим та технологічним (IT-технологій).
Загальна кількість ліцеїстів — близько 1100. Їх навчають 69 досвідчених учителів:
- 8 старших вчителів
- 15 вчителів нагороджені знаком «Відмінник освіти»
- Заслужений учитель України
- Заслужений працівник освіти
- 4 кандидати наук
- 4 лауреати конкурсу «Вчитель року».

## Про факультети
І навчальному закладі існують профілі, на які розподіляють учнів після закінчення 7-ого классу з балом не нижче 8 з усіх контрольних предметів (англійської мови, української мови, математики).
Інформатико-математичний (математичний) профіль - класс в якому діти можуть вивчати посилено точні науки: фізику, інформатику і математику;

## Викладачі
- Гольдштейн Ігор Борисович (нар. 6 травня 1966, Київ, Українська РСР) — заслужений вчитель України[1]. Викладав у ліцеї «Поділ» № 100 із 1991 до 2001 року. У ліцеї «Наукова зміна» вів математику в 2006-2019 роках. Із 2019 року працює у науково-дослідницькій школі «Базис». Його вихованці були учасниками та переможцями олімпіад національного і міжнародного рівня.[2] Для цього створив програму підготовки «Олімпіадна комбінаторика Гольдштейна для учнів 6 класів»[3]